# Melozone fusca
El rascador viejita, también conocido como rascador pardo o toquí pardo. asimismo como arroyero, tarengo o tarenga (Melozone fusca) es una especie de ave  de la familia Passerellidae (rascadores, zacatoneros, juncos y gorriones,). Es un pájaro rechoncho, mide entre 19 y 22 cm de longitud desde el pico hasta la cola. El plumaje es pardo grisáceo, cola y alas más oscuras. Plumas de la garganta ligeramente rojizas. Bordeando la garganta tiene manchas oscuras. Partes ventrales grisáceas y plumas cobertoras inferiores de la cola rojizas. Es muy similar al rascador desértico (P. aberti, de tonalidades más cercanas al rosa) y al rascador californiano (P. crissalis, con el vientre gris oscuro y el color rojizo más fuerte). Los individuos juveniles son pardos, más claros en las partes ventrales y con abundantes rayas oscuras; presentan además barras rojizas en las alas. Habita en lugares secos y templados, en desiertos, matorrales y bosques de montaña donde existen arbustos u hojarasca. Es común en parques y jardines, incluso en grandes ciudades. Se alimenta de semillas e insectos y puede formar pequeños grupos alimenticios. Se distribuye desde el sur de Estados Unidos (Arizona, Colorado y Texas) hacia México, donde se extiende desde Sonora, Chihuahua y Coahuila hacia el sur, hasta el Eje Neovolcánico y la Sierra Mixteca de Puebla y Oaxaca. Error en la cita: La etiqueta de apertura <ref> es incorrecta o tiene el nombre mal La hembra pone tres huevos blanco-azulados con pequeñas manchas grises, pardas o negras. La UICN2019-1 clasifica a la especie como de preocupación menor,